# Перевёрнутая кратка
Перевёрнутая кратка или арка — диакритический знак, выглядящий как радуга «горбом» вверх, то есть как зеркальное отражение кратки. Внешне напоминает циркумфлекс, однако последний выглядит как острый угол, тогда как перевёрнутая кратка имеет закруглённую форму: сравните Â (циркумфлекс) и Ȃ (перевёрнутая кратка).
Употребляется как в надстрочном, так и (реже) в подстрочном написании. Не используется в алфавитах естественных языков, но используется для передачи фонетических символов.

## Использование

### Сербско-хорватский язык
Надстрочная перевёрнутая кратка используется в традиционной славистской нотации сербохорватской фонологии для обозначения долгого нисходящего тона. Знак помещается над ядром слога, то есть одним из 5 гласных (Ȃ Ȇ Ȋ Ȏ Ȗ) или слоговым Ȓ.
Такой способ использования перевёрнутой кратки происходит из древнегреческого циркумфлекса, который сохранился в политонической орфографии новогреческого языка и через религиозную православную литературу попал также и в сербский язык. В начале 19 века перевёрнутая кратка из кириллицы попала также и в латиницу для обозначения просодии в исследованиях сербо-хорватского лингвистического континуума.

### Старославянский язык
Надстрочная перевёрнутая кратка и камора использовались для указания палатализации.

### Международный фонетический алфавит
В МФА подстрочная перевёрнутая кратка используется для указания на то, что гласный является неслоговым. Таким образом, полугласные передаются как с помощью собственных символов (например, [j w]), так и добавлением перевёрнутой кратки под символом гласного (альтернативные обозначения для тех же фонем выше — [i̯ u̯]).
Этот же диакритический знак ставится под йотой (ι̯) для передачи протоиндоевропейского полугласного *y, поскольку он находит отражение в греческой грамматике; ипсилон с перевёрнутой краткой (υ̯) используется наряду с дигаммой для передачи протоиндоевропейского полугласного *w.

## LaTeX
В LaTeX сочетание \textroundcap{o} помещает перевёрнутую кратку над буквой o.